# Merlin (ракетний двигун)
Merlin (укр. Мерлін) — рідинний ракетний двигун створений компанією SpaceX, США. Призначений для використання на ракетах сімейства Falcon.
Ракета-носій Falcon 9 використовує цей двигун на першому та другому ступенях, а Falcon 1 та Falcon 1e використовували один «Мерлін» на першому ступені. У найпотужнішій на поточний момент ракеті Falcon Heavy встановлено 28 двигунів Мерлін на усіх ступенях. Даний двигун є двигуном відкритого циклу. Як пальне використовує гас, окисником є рідкий кисень. Двигуни, як і весь перший ступінь ракети Falcon 9 Block 5, використовуються кілька разів.
Штировий інжектор був використаний вперше в програмі «Аполлон» НАСА на двигуні посадкового ступеня місячного модуля, який був одним з найбільш критичних сегментів цієї програми. Аналогічний використовується в камері згоряння «Мерліна». Компоненти палива подаються крізь розташований на одній осі турбонасос з подвійною крильчаткою. Насос також подає гас під високим тиском для гідравлічної системи керування, який потім скидається в канал низького тиску. Це виключає необхідність окремої гідравлічної системи для керування вектором тяги і гарантує її функціонування протягом усього часу роботи двигуна.

## Варіанти двигуна

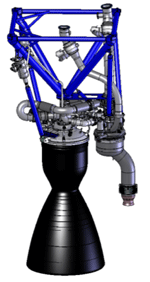

Станом на 2009 рік виготовлялись три версії рідинного ракетного двигуна «Мерлін». Двигун для ракети-носія «Фалькон 1» використовує для керування по крену переміщуваний вихлопний патрубок турбонанасосного агрегату. рідинний ракетний двигун «Мерлін» у варіанті для «Фалькон 9» практично ідентичний конструктивно за винятком фіксованої системи вихлопу. «Мерлін» також використовується у другому ступені ракети-носія. У цьому випадку двигун має сопло з великим коефіцієнтом розширення, яке оптимізоване для роботи у вакуумі, і має діапазон дроселювання в діапазоні 60-100%.

### Merlin 1A
Початкова версія двигуна «Мерлін 1A» використовувала дешеву камеру та сопло з абляційним охолодженням. Вуглецеве волокно композиційного матеріалу з внутрішньої поверхні поступово згорає під впливом гарячого газу під час роботи двигуна, відводячи тепло разом з втраченим матеріалом. Цей тип двигуна використовувався двічі: вперше 24 березня 2006, коли у двигуні стався витік палива, що призвело до аварії незабаром після початку польоту, другий раз 24 березня 2007 року, коли він відпрацював успішно. В обох випадках двигун використовувався на «Фалькон 1».

### Merlin 1B
Рідинний ракетний двигун «Мерлін 1В» — вдосконалена версія, що розроблялася SpaceX для ракети-носія «Фалькон 1». Тяга мала бути збільшеною до 39 тс порівняно з 35 тс у «Мерліна 1А». Потужність основної турбіни мала бути збільшена з 1 490 кВт до 1 860 кВт. «Мерлін 1В» планувалося використовувати у важкій ракеті-носії «Фалькон 9», яка мала би дев'ять таких двигунів у першому ступені. На підставі невдалого досвіду використання двигуна попередньої моделі, було вирішено не розвивати далі цю версію, а зосередити роботу на регенеративно-охолоджуваному рідинному ракетному двигуні «Мерлін 1С». Розробка припинена.

### Merlin 1C
Рідинний ракетний двигун «Мерлін 1C» використовує регенеративно охолоджуване сопло й камеру згоряння, пройшов наземні випробування тривалістю 170 с (час роботи в польоті) в листопаді 2007 року.
У разі використання в ракеті-носії «Фалькон 1», «Мерлін 1C» мав тягу на рівні моря 35,4 тс та у вакуумі 40,8 тс, питомий імпульс у вакуумі становить 302,5 с. Споживання компонентів палива цим двигуном становить 136 кг/с. Один двигун «Мерлін 1C» випробувався 27 хв, що вдесятеро перевищує час роботи двигуна під час польоту ракети-носія «Фалькон 1».
Рідинний ракетний двигун «Мерлін 1C» був вперше використаний для невдалого третього польоту ракети-носія «Фалькон 1». При обговоренні невдачі глава SpaceX Елон Маск зазначив, що «політ першого ступеня з встановленим новим „Мерлін 1C“, який буде використовуватися на РН „Фалькон 9“, пройшов ідеально.» Двигун використовувався в четвертому вдалому польоті «Фалькон 1» 28 вересня 2008 року.

### Мерлін Вакуум
10 березня 2009 SpaceX інформувала в прес-релізі про успішне випробування рідинного ракетного двигуна «Мерлін Вакуум». Двигун базується на «Мерлін 1C», але має великий ступінь розширення сопла для оптимізації роботи у вакуумі, яке охолоджується перевипроміненням тепла. Тяга двигуна в вакуумі становить 42 тс та питомий імпульс 342 с.